# Елена Кејган
Елена Кејган (енгл. Elena Kagan, Њујорк, САД, 28. април 1960) је придружени судија Врховног суда Сједињених Америчких Држава. Именовао ју је Барак Обама, након повлачења Џона Пола Стивенса. Кејган је преузела дужност 7. августа 2010. године, поставши четврта жена и укупно 112. по реду придружени судија.
Кејган је од 2003. године до 2009. године била декан Правне школе Харвард, прва жена која је била на тој функцији. За време мандата наставила је са деценију старом политиком школе и забранила Војсци САД да врши регрутацију у кампусу, протестујући против политике Не питај, не причај. Пошто је Врховни суд пресудио да универзитети морају омогућити приступ војним регрутерима уколико желе да примају новчану помоћ из федерлног буџета, Кејган им је поново дозволила приступ, али је тражила од студената да протестују против политике Не питај, не причај.
Кејган је прва особа након Вилијама Ренквиста која је именована у суд а да није имала никакво судијско искуство. Део је либералне мањине у суду.